# Thép hợp kim thấp
Thép hợp kim thấp là thép được hợp kim hoá với các nguyên tố khác, thông thường là mô lip đen, mangan, crôm, vanadi, silic, bo hoặc niken, với một hàm lượng không vượt quá 10% nhằm cải thiện cơ tính cho những sản phẩm có chiều dày lớn. Những thép với thành phần hợp kim hóa cao hơn 10% người ta xếp chúng và các loại thép tùy theo bản chất thành phần các nguyên tố tham gia hợp kim hóa và được gọi theo sự phân loại của các tiêu chuẩn khác nhau, thông thường với các quốc gia đã phát triển thì người ta thống nhất các thép không gỉ, thép dụng cụ, thép chịu bài mòn hay đơn giản là thép hợp kim cao được quyết định bởi nguyên tố tham gia hợp kim hoá. Ví dụ: thép mangan cao (13%Mn) sẽ được sử dụng trong các chi tiết chịu được môi trường mài mòn khắc nghiệt như, răng gầu xúc, xích xe xúc, xe tăng...
Ở Bắc Mỹ để phân loại thép hợp kim thấp, người ta tiểu chuẩn hóa và được gọi là chẩn AISI với dãy bốn chữ số. Hai chữ số đầu tiên(41) quy ước chỉ nhóm thép hợp kim thấp, và hai chữ số tiếp theo dùng biểu thị thành phần cacbon theo tỷ lệ phần trăm của 1% trọng lượng. Ví dụ, với ký hiệu AISI: 4130 có nghĩa thép hợp kim thấp(41) với thành phần cacbon là 0,30%C.